# Ismail Merchant
Ismail Merchant, all'anagrafe Ismail Noor Muhammad Abdul Rahman (in urdu اسماعیل نور محمد عبد الرحمن‎?;
in gujarati ઈસ્માઈલ નૂરમોહમદ અબ્દુલ રહમાન; Bombay, 25 dicembre 1936 – Londra, 25 maggio 2005) è stato un produttore cinematografico e regista indiano.

## Biografia
Ismail Noor Muhammad Abdul Rahman nacque nell'antica Bombay (oggi Mumbai) il giorno di Natale del 1936, figlio di Hazra Memon e Noor Mohamed Rehman. Fluente in gujarati, urdu, inglese ed arabo, il giovane ottenne la laurea triennale al St. Xavier's College di Mumbai, prima di trasferirsi a New York nel 1958 per studiare cinema alla New York University. Dopo essere emigrato negli Stati Uniti, Ismail cambiò il cognome in "Merchant". Due anni più tardi produsse il cortometraggio The Creation of Woman, poi proiettato al Festival di Cannes e candidato all'Oscar al miglior cortometraggio.
Nel 1961 fondò con il collega James Ivory la compagnia di produzione cinematografica Merchant Ivory Productions; insieme ad Ivory, suo compagno anche nella vita, Merchant produsse oltre quaranta film, oltre a dirigere personalmente cinque pellicole, tra cui Ritratto nella memoria. Per i film Camera con vista, Casa Howard e Quel che resta del giorno fu candidato all'Oscar al miglior film in veste di produttore. Scrisse anche alcuni libri d'arte, cinema e cucina indiana.
Ismail morì nel 2005 all'età di sessantotto anni a Westminster, in seguito a complicazioni sopraggiunte dopo un'operazione per curare le sue ulcere addominali.

## Vita privata
Apertamente omosessuale, Merchant fu impegnato in una relazione con James Ivory, dal 1961 alla sua morte nel 2005.

## Filmografia parziale

### Attore
- Il capofamiglia (The Householder), di James Ivory (1963)
- Shakespeare Wallah, di James Ivory (1965)
- Il guru (The Guru), di James Ivory (1969)
- Il racconto di Bombay (Bombay Talkie), di James Ivory (1970)
- Schiavi di New York (Slaves of New York), di James Ivory (1989)
- Jefferson in Paris, di James Ivory (1995)

### Regista
- Mahatma and the Mad Boy (1974)
- In Custody (1994)
- Lumière and Company (1995) - film collettivo
- Ritratto nella memoria (The Proprietor) (1996)
- Cotton Mary, con Madhur Jaffrey (1999)
- The Mystic Masseur (2001)

### Produttore
- The Creation of Woman, regia di Charles F. Schwep (1960)
- Il capofamiglia (The Householder), regia di James Ivory (1963)
- Shakespeare Wallah, di James Ivory (1965)
- Il guru (The Guru), di James Ivory (1969)
- Il racconto di Bombay (Bombay Talkie), di James Ivory (1970)
- Selvaggi (Savages) (1972)
- Helen, Queen of the Nautch Girls, regia di Anthony Korner (1973)
- Mahatma and the Mad Boy, regia di Ismail Merchant (1974)
- Autobiografia di una principessa (Autobiography of a Princess), di James Ivory (1975)
- Party selvaggio (The Wild Party), di James Ivory (1975)
- Sweet Sounds, regia di Richard Robbins (1976)
- Roseland, di James Ivory (1977)
- The Five Forty-Eight, di James Ivory (1979)
- Gli europei (The Europeans), di James Ivory (1979)
- Jane Austen a Manhattan (Jane Austen in Manhattan), di James Ivory (1980)
- Quartet, di James Ivory (1981)
- Calore e polvere (Heat and Dust), di James Ivory (1983)
- I bostoniani (The Bostonians), di James Ivory (1984)
- Camera con vista (A Room with a View), di James Ivory (1985)
- Maurice, di James Ivory (1987)
- Sul filo dell'inganno (The Deceivers), regia di Nicholas Meyer (1988)
- The Perfect Murder, regia di Zafar Hai (1988)
- Schiavi di New York (Slaves of New York), di James Ivory (1989)
- The Ballad of the Sad Café, regia di Simon Callow (1990)
- Mr. & Mrs. Bridge, di James Ivory (1990)
- Casa Howard (Howards End), di James Ivory (1992)
- Quel che resta del giorno (The Remains of the Day), di James Ivory (1993)
- Street Musicians of Bombay, regia di Richard Robbins (1994)
- In Custody, regia di Ismail Merchant (1994)
- Feast of July, regia di Christopher Menaul (1995)
- Jefferson in Paris, di James Ivory (1995)
- The Proprietor, regia di Ismail Merchant (1996)
- Surviving Picasso - Sopravvivere a Picasso (Surviving Picasso), di James Ivory (1996)
- La figlia di un soldato non piange mai (A Soldier's Daughter Never Cries), di James Ivory (1998)
- Cotton Mary, regia di Ismail Merchant e Madhur Jaffrey (1999)
- The Golden Bowl, di James Ivory (2001)
- The Mystic Masseur, regia di Ismail Merchant (2001)
- Le Divorce - Americane a Parigi (Le Divorce), di James Ivory (2003)
- Heights, regia di Chris Terrio (2005)
- La contessa bianca (The White Countess), di James Ivory (2005)

## Riconoscimenti
- Premio Oscar
  - 1961 – Candidatura al miglior cortometraggio per The Creation of Woman
  - 1986 – Candidatura al miglior film per Camera con vista
  - 1993 – Candidatura al miglior film per Casa Howard
  - 1994 – Candidatura al miglior film per Quel che resta del giorno